# Rombach-le-Franc

Rombach-le-Franc este o comună în departamentul Haut-Rhin din estul Franței. În 2009 avea o populație de 877 de locuitori.

## Evoluția populației
| An        | 1975 | 1982 | 1990 | 1999 | 2006 | 2009 |
| --------- | ---- | ---- | ---- | ---- | ---- | ---- |
| Populație | 765  | 720  | 764  | 820  | 892  | 877  |